# Tantilla oolitica
Tantilla oolitica este o specie de șerpi din genul Tantilla, familia Colubridae, descrisă de Telford 1966. A fost clasificată de IUCN ca specie în pericol. Conform Catalogue of Life specia Tantilla oolitica nu are subspecii cunoscute.